# 뇌틈새
뇌틈새나 뇌열(腦裂, cerebral fissura)은 뇌고랑(cerebral sulcus)처럼 이랑이나 벌어진 틈새의 형태를 갖지만 보다 매우 깊은 틈새로서 대뇌의 엽들과 좌우반구를 구분지을수있는 3개의 큰 고랑들을 위시한 여러 크고 작은 뇌열들이다.

## 뇌열
뇌열에는 전두엽(frontal lobe)과 두정엽(parietal lobe)을 나누는 중심열(central sulcus 또는 Rolando's fissure 롤란도 열), 복측(ventral)의 측두엽(temporal lobe)과  배측(dorsal)의 두정엽(parietal lobe)과의 경계 언저리인 실비안 열(sylvian fissure 또는 외측열 lateral fissure) 그리고 종렬(longitudinal fissure)은 대뇌의 좌우반구를 나누는 깊은 홈이다. 한편
마루뒤통수고랑(두정후두구 parieto-occipital sulcus)과 후두전절흔(preoccipital notch)은 후두엽(occipital lobe)과 두정엽 그리고 측두엽의 경계 언저리를 보여준다.

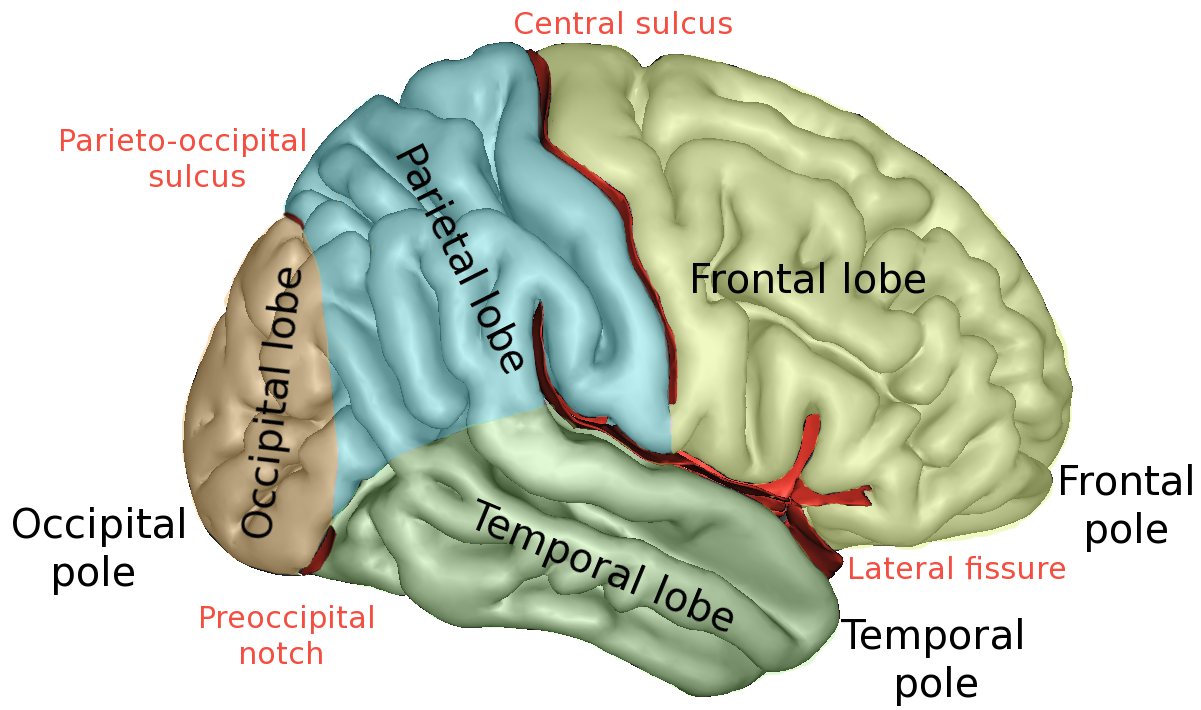
예시 - 측두엽극(temporal pole 관자극), 전두극(frontal pole 이마극), 후두극(occipital pole 뒤통수극)

## 같이 보기
- 변연계